# إحسان الله إحسان
إحسان الله إحسان واسمه الحقيقي لياكوات علي، قيادي سابق في حركة طالبان باكستان، كون مع عمر خراساني مجموعة منشقة من حركة طالبان باكستان هي جماعة الأحرار. وكان متحدثًا سابقًا باسم حركة طالبان باكستان. في عام 2014 بعد تأسيس جماعة الأحرار، أصبح إحسان متحدثًا باسمها، وفي أبريل 2017 أعلن السلطات الباكستانية أن إحسان قد سلم نفسه للأجهزة الأمنية الباكستانية، في حين قالت مصادر داخل جماعة الأحرار أن إحسان تم القبض عليه في 7 مارس من قبل المخابرات الأفغانية وتم تسليمه فيما بعد للأجهزة الأمنية الباكستانية في ولاية بكتيكا في أفغانستان.